# آنری جاخادزه
آنری جاخادزه (به انگلیسی: Anri Jokhadze) (زاده ۶ نوامبر ۱۹۸۰) خواننده گرجستانی است.
او در مسابقه آواز یوروویژن ۲۰۱۲ نماینده گرجستان بود.